# Muzeum Przemysłu w Warszawie
Muzeum Przemysłu w Warszawie – oddział Muzeum Techniki w Warszawie działający w latach 1982–2008. 

## Opis
Muzeum rozpoczęło działalność w 1982 na terenie dawnych zakładów Norblina przy ulicy Żelaznej 51/53.
W 2007 roku teren dawnej fabryki zmienił właściciela, a w czerwcu 2008 muzeum zakończyło działalność.

## Ekspozycje
Muzeum posiadało 2 rodzaje ekspozycji: ekspozycję dotyczącą historii motoryzacji (motocykle, samochody FSO i PZInż) oraz dotyczącą historii fabryki Norblina.

### Ekspozycja motoryzacyjna
- Polskie Motocykle
- Polskie Samochody i Ford T
- 50 lat Warszawskiej Fabryki Samochodów Osobowych
- Automobilklub Polski
- Środki Transportu Miejskiego

### Ekspozycja „Zabytkowy Zakład Przemysłowy Norblin“
- Tradycje fabryki Norblina
- Odlewnia
- Tłocznia 520
- Tłocznia 1000
- Dział Mechaniczny

## Galeria

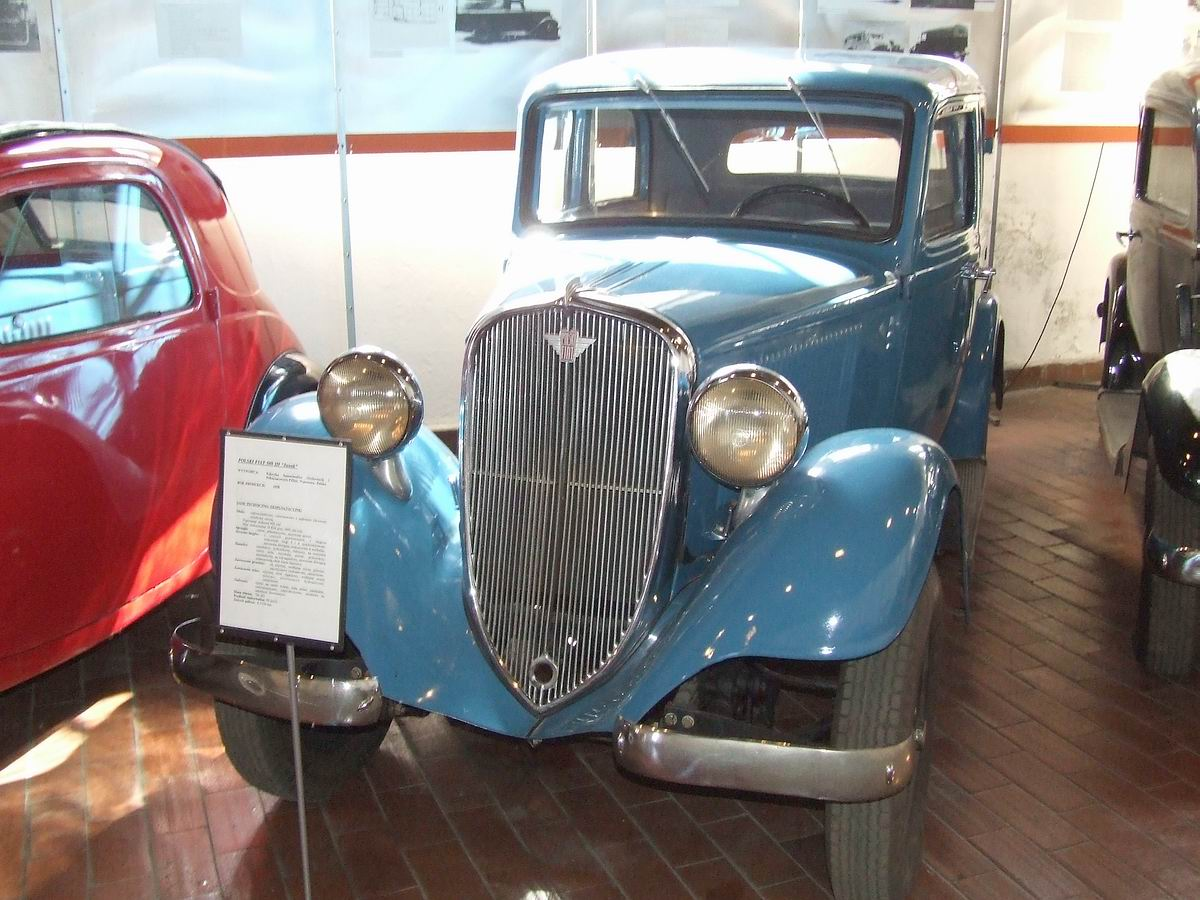
Fiat 508 III Junak w Muzeum Przemysłu
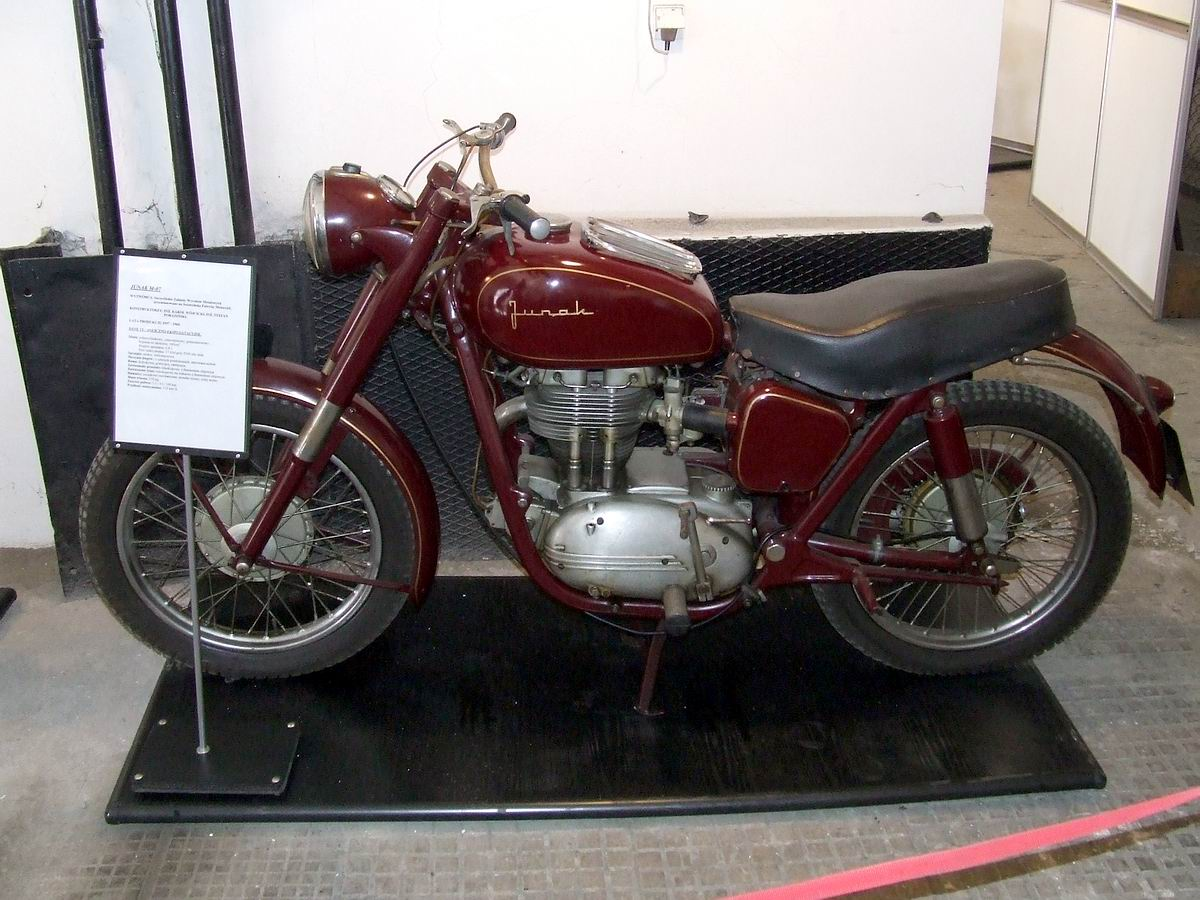
Junak M07
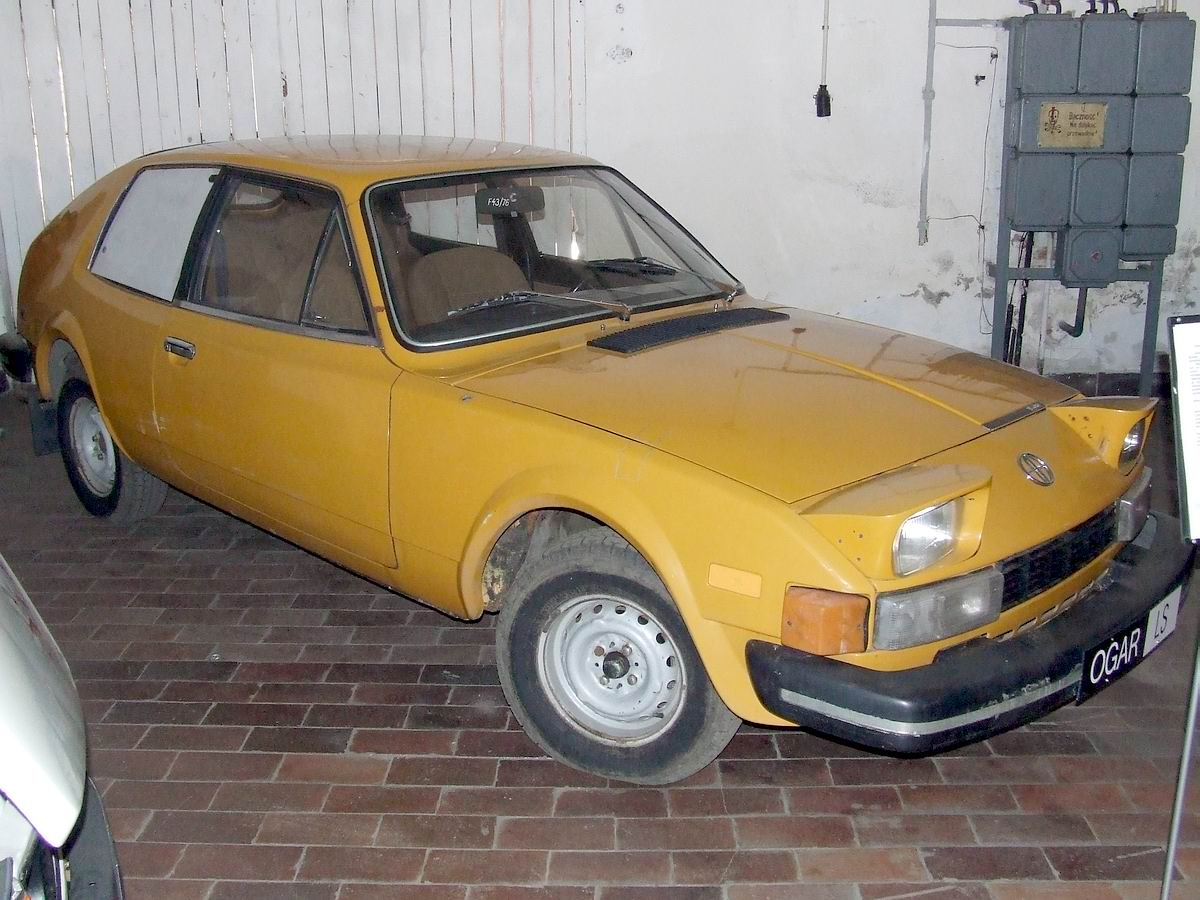
FSO Ogar